# 大北浩士
大北 浩士（おおきた ひろし、1971年3月28日 - ）は、神社仏閣愛好家、ミリタリー愛好家、写真家、フリーライター。ネットや雑誌などメディアでは「クロスケ」名義で主に活動している。本業は建設系自営業。

## 略歴
「大仏ハンター」、「大仏ジャンキー」と自称するほどの大仏好きである。千葉県習志野市の自宅にて「アトリエ・アクア｣を主宰。
千葉県立市川工業高等学校卒業。千葉県習志野市在住。

## 人物・エピソード
- 映画『となりのトトロ 』に登場するネコバス風の自動車を自作し、日本一周旅行をしたことがある。
- 軽ワゴン車を改良した「アクア号」で二度目の日本一周旅行（一部の県を除く）をする。
- 胸にクロスケ（ススワタリ）のバッジをつけ、ロバのぬいぐるみを持ち歩いている。

## 著書・作品

### 単著
- 『巨大仏巡礼』（2015年、扶桑社）

### 共著
- 『TBSラジオ 宮川賢のパカパカ行進曲!!/輝けバカ大人選手権 [CD] 』（2008年 TBSラジオ）
- 『ワンダーJAPANエリア別ワンダースポット300』（2008年 三才ブックス）
- 『TBSラジオ 宮川賢のパカパカ行進曲!! DVD 』（2009年 TBSラジオ）
- 『廃線跡の記録』（2010年 三才ブックス） ISBN 4861992222
- 『ワンダーJAPAN 日本の不思議な《異空間》500』（2010年 三才ブックス）
- 『廃線跡の記録 2』（2011年 三才ブックス）
- 『社会科見学を100倍楽しむ本』（2011年 アスペクト）
- 『大人のための東京マニア散歩』（2011年 洋泉社）

### 連載
- 「どっちの大仏ショー」『ワンダーJAPAN』10号〜15号（2008年 - 2010年 三才ブックス）
- 『ワンダーJAPAN』「6〜9、16〜19号」については連載企画ではなく、特集記事として連続掲載

## 写真

### 常設写真展
- 船橋市習志野台のSunForestにて、写真作品を2008年 - 2010年まで常設展示
- 伊豆市の伊豆極楽苑にて、地獄写真を展示

### 写真展
- 『2コマの写真展』（2006年8月 コニカミノルタプラザ）
- 『超芸術探査本部・トマソン観測センター報告発表会』（2007年3月）
- 『カムフラージュ 足元の忍者たち・・・』（2008年11月 ふりま屋）
- 『BBSスタイル写真展』（2008年8月 コニカミノルタプラザ）

## テレビ・ラジオ出演
- 『サタデー大人天国! 宮川賢のパカパカ行進曲!!』（2007年放送 TBSラジオ）※これを機にTBSラジオに複数回電話出演あり
- 『首都圏ネットワーク』「工業高校生による耐震診断」（2007年2月7日放送 NHK）
- 『伊集院光 日曜日の秘密基地』「どろめんこ博士」として（2008年放送 TBSラジオ）
- 『熱中夜話』「動物園ナイト1」（2009年4月24日放送 NHK）
- 『熱中夜話』「動物園ナイト2」（2009年5月1日放送 NHK）
- 『熱中夜話』「遊園地ナイト1」（2009年8月28日放送 NHK）
- 『熱中夜話』「遊園地ナイト2」（2009年9月4日放送 NHK）
- 『日本の異空間探検番組 ワンダーJAPAN TV』vol.4（2010年7月21日放送 MONDO21）
- 『日本の異空間探検番組 ワンダーJAPAN TV』vol.5（2010年8月4日放送 MONDO21）
- 『全種類。』「巨大仏のいる風景 前編」（2010年8月5日放送 TBSテレビ）
- 『全種類。』「巨大仏のいる風景 後編」（2010年8月11日放送 TBSテレビ）
- 『熱中スタジアム』「ハイウェイ・ドライブI」（2010年10月1日放送 NHK）
- 『熱中スタジアム』「ハウウェイ・ドライブII」（2010年10月8日放送 NHK）
- 『大震災特別番組 サンドウィッチマン・今自分たちにできること』（2011年放送 TBSラジオ）
- 『くにまるジャパン』「おもしろ人間国宝・爆音研究家」（2011年11月24日放送 文化放送)

## レギュラー番組
- 『クロスケの面白わーるど』（2009年10月1日〜2010年　NetRushTV）

## イベント・講演会出演
- 『超芸術探査本部・トマソン観測センター報告発表会』（2007年3月）
- 『缶詰ナイト2 〜地方のこだわり缶詰一挙公開!〜』（2009年4月25日 東京カルチャーカルチャー）
- 『TOKYO BUTSUZO MANIAX』（2009年5月9日 東京カルチャーカルチャー）
- 『カルトーク ダイジェストvol.1 〜たっぷり見せます名プレゼン〜』（2009年7月31日 東京カルチャーカルチャー）
- 『仏像マニアックス2』（2009年8月2日 東京カルチャーカルチャー）
- 『缶詰酒場! 〜酒の肴になる旨い缶詰トークライブ〜』（2009年11月15日 東京カルチャーカルチャー）
- 『仏像マニアックス3』（2010年1月31日 東京カルチャーカルチャー）
- 『東京・野生生物サミット Vol.2 〜TOKYOワクワク昆虫ランド〜』（2010年7月4日 東京カルチャーカルチャー）
- 『科学で見る・聞く昆虫の世界 〜マクロレンズ・スーパースローカメラがとらえた身近な自然〜』（2010年10月28日 星と風のカフェ）
- 『爆音浴 〜騒音を想音へ〜』〔初プロデュースイベント〕（2011年3月6日 東京カルチャーカルチャー）
- 『WIGHT ROCK MEETING 6』にて『大仏トークショウ』（2011年6月30日 渋谷 wasted time）
- 『ゆる専ナイト ゆる〜い専門家が集うスローな夜』（2011年7月25日 東京カルチャーカルチャー）
- 『公開オーディション　フリーライター売り込ナイト2』（2011年8月18日 東京カルチャーカルチャー）
- 『ゆる専ナイト6 〜ゆる専大集合台忘年会』（2011年12月20日 東京カルチャーカルチャー）
- 『科学の視点で迫る〜大仏ハンターと仏像でGO!〜』（2011年12月22日 星と風のカフェ）
- 『WIGHT ROCK MEETING vol.10』にて『大仏トークショウ・2』（2011年12月24日 渋谷 wasted time）